# O Recopilador Liberal
O Recopilador Liberal foi um jornal brasileiro de Porto Alegre.
Iniciou suas atividades em 1832, sob a direção do uruguaio Manuel Ruedas, que depois foi acusado de ser agente de Juan Lavalleja e foi expulso do Brasil. Ao lado de Manuel Ruedas, eram redatores Tito Lívio Zambeccari, Pedro Boticário e José Calvet.
O jornal era impresso na tipografia V. F. Andrade e a princípio apoiou o governo provincial, passando depois a órgão extremado do Partido Farroupilha e um dos promotores da Revolução Farroupilha, iniciada em 1835.
O jornal encerrou suas atividades em junho de 1836.